# Cefetamet
Cefetamet é um fármaco. Trata-se de uma cefalosporina de 3ª geração. Como todas as cefalosporinas é um antibiótico beta lactâmico. Estas cefalosporinas têm um espectro de acção muito mais alargado para os  gram - do que as cefalosporinas da 1ª e 2ª geração.

## Indicações
A Cefetamet está indicada nas seguintes infecções: Pneumonia, exacerbações agudas da bronquite crónica, sinusite, amigdalites, infecções urinárias e uretrites gonocócicas.
Não têm actividade sobre  enterococos e estafilococos resistentes à meticilina.
A cefetamet é inactiva contra a maioria das estirpes de Enterobacter e de Pseudomonas aeruginosa e têm uma fraca actividade contra anaeróbios.

## Reacções adversas
- Aparelho digestivo – náuseas, vómitos e diarreia sobretudo com doses elevadas.
- Sangue – eosinofilia, agranulocitose e trombocitopenia ocorrem raramente.
- Fígado - alterações das enzimas hepáticas e icterícia colestática (raro).
- hipersensibilidade - pode provocar reacções de hipersensibilidade caracterizadas geralmente por erupções cutâneas, urticária, prurido, artralgias e por vezes, embora raramente, reacções anafilácticas.

Nota: Cerca de 10% dos doentes com hipersensibilidade às penicilinas desenvolvem
também reacções de hipersensibilidade às cefalosporinas.
- Hemorragias - as cefalosporinas que na sua fórmula molecular contêm o  grupo químico  tetrazoltiometil aumentam o risco de desenvolvimento de efeitos hemorrágicos (hipoprotrombinemia) e reacções tipo dissulfiram.

## Contra indicações e precauções
- em doentes com história de  hipersensibilidade às penicilinas.
- em doentes com insuficiência renal, deve ser reduzida a posologia.

## Interacções
Não deve ser administrada concomitantemente com probenecida porque esta substância inibe competitivamente a secreção tubular das cefalosporinas, podendo causar um aumento significativo das suas concentrações séricas.

## Farmacocinética
- A Cefetamet pivoxil hidrocloridro é hidrolisada no organismo, resultando a cefetamet.

## Posologia
- Adultos

- - Via oral:

- -     - no tratamento de infecções respiratórias - 500 mg a 1 g de 12 em 12 horas[1]

- -     - no tratamento de infecções urinárias - 2 g como dose única[1]

- -     - no tratamento de infecções graves do tracto urinário - 2 g de 24 em 24 horas, durante 10 dias.[1]

## Nomes comerciais
| NOME DO MEDICAMENTO | PAÍSES ONDE É COMERCIALIZADO                         |
| Globocef            | Alemanha, Brasil, Hong Kong, Itália, Portugal, Suíça |
| Cefec               | Portugal                                             |